# Murilo Otávio Mendes
Murilo Otávio Mendes, conosciuto semplicemente come Murilo (Belo Horizonte, 8 marzo 1995), è un calciatore brasiliano, attaccante del Barito Putera.

## Carriera

### Club

#### Giovanili e Olhanense
Dopo aver iniziato a giocare in Brasile, nelle giovanili del Barueri, nel 2013, a 18 anni, si trasferisce in Portogallo, all'Olhanense. Debutta in prima squadra il 9 ottobre nella sconfitta esterna per 1-0 in Coppa di Lega con il Covilhã. L'esordio in massima serie avviene invece il 3 novembre nello 0-0 sul campo del Nacional. Nel corso della stagione ottiene 6 presenze, ma retrocede in Segunda Liga. Ottiene il primo gol in carriera il 2 maggio 2015 nel 3-0 casalingo in campionato contro il Chaves. Chiude la sua esperienza all'Olhanense dopo tre stagioni con 71 presenze e 12 reti.

#### Livorno
Nell'agosto 2016 si trasferisce in Italia, in Lega Pro, al Livorno, squadra con la quale aveva già giocato il Torneo di Viareggio 2015. Esordisce il 28 agosto in campionato nell'1-0 in casa sul Racing Roma. Il 2 ottobre segna le prime reti, siglando una doppietta nel 2-2 sul campo della Giana Erminio.
Rimane nella società amaranto toscana per quattro stagioni e mezza (due in Serie B e due e mezza in Lega Pro): sommando tutte le competizioni disputa complessivamente 146 presenze, segnando 27 reti.

#### Viterbese
L'8 gennaio 2021 firma per la Viterbese. Segna il primo gol il 7 febbraio seguente nella vittoria contro il Bari per 1-0.
Resta nel club laziale per una stagione e mezza, disputando complessivamente 46 partite e segnando 9 gol.

#### Virtus Francavilla
Il 15 luglio 2022 firma per la Virtus Francavilla, dove disputa la sua ultima stagione in Serie C prima trasferirsi agli indonesiani del Barito Putera.

## Statistiche

### Presenze e reti nei club
Statistiche aggiornate al 5 gennaio 2023.
| Stagione         | Squadra            | Campionato       | Campionato | Campionato | Coppe nazionali | Coppe nazionali | Coppe nazionali | Coppe continentali | Coppe continentali | Coppe continentali | Altre coppe | Altre coppe | Altre coppe | Totale | Totale | Totale |
| Stagione         | Squadra            | Comp             | Pres       | Reti       | Comp            | Pres            | Reti            | Comp               | Pres               | Reti               | Comp        | Pres        | Reti        | Pres   | Reti   |        |
| ---------------- | ------------------ | ---------------- | ---------- | ---------- | --------------- | --------------- | --------------- | ------------------ | ------------------ | ------------------ | ----------- | ----------- | ----------- | ------ | ------ | ------ |
| 2013-2014        | Olhanense          | PL               | 6          | 0          | TdP+TdL         | 0+1             | 0               | -                  | -                  | -                  | -           | -           | -           | 7      | 0      |        |
| 2014-2015        | Olhanense          | SL               | 25         | 3          | TdP+TdL         | 0+4             | 0               | -                  | -                  | -                  | -           | -           | -           | 29     | 3      |        |
| 2015-2016        | Olhanense          | SL               | 33         | 9          | TdP+TdL         | 1+1             | 0               | -                  | -                  | -                  | -           | -           | -           | 35     | 9      |        |
| Totale Olhanense | Totale Olhanense   | Totale Olhanense | 64         | 12         |                 | 7               | 0               |                    | -                  | -                  |             | -           | -           | 71     | 12     |        |
| 2016-2017        | Livorno            | LP               | 31+3       | 6          | CI-LP           | 1               | 0               | -                  | -                  | -                  | -           | -           | -           | 35     | 6      |        |
| 2017-2018        | Livorno            | C                | 31         | 11         | CI+CI-C         | 2+1             | 0               | -                  | -                  | -                  | SC          | 2           | 1           | 36     | 12     |        |
| 2018-2019        | Livorno            | B                | 31         | 2          | CI              | 2               | 0               | -                  | -                  | -                  | -           | -           | -           | 33     | 2      |        |
| 2019-2020        | Livorno            | B                | 24         | 3          | CI              | 1               | 0               | -                  | -                  | -                  | -           | -           | -           | 25     | 3      |        |
| 2020-gen. 2021   | Livorno            | C                | 16         | 4          | CI              | 1               | 0               | -                  | -                  | -                  | -           | -           | -           | 17     | 4      |        |
| Totale Livorno   | Totale Livorno     | Totale Livorno   | 133+3      | 26         |                 | 8               | 0               |                    | -                  | -                  |             | 2           | 1           | 146    | 27     |        |
| gen.-giu. 2021   | Viterbese          | C                | 17         | 5          | -               | -               | -               | -                  | -                  | -                  | -           | -           | -           | 17     | 5      |        |
| 2021-2022        | Viterbese          | C                | 26         | 3          | CI-C            | 3               | 1               | -                  | -                  | -                  | -           | -           | -           | 29     | 4      |        |
| Totale Viterbese | Totale Viterbese   | Totale Viterbese | 43         | 8          |                 | 3               | 1               |                    | -                  | -                  |             | -           | -           | 46     | 9      |        |
| 2022-2023        | Virtus Francavilla | C                | 13         | 5          | CI-C            | 0               | 0               | -                  | -                  | -                  | -           | -           | -           | 13     | 5      |        |
| Totale carriera  | Totale carriera    | Totale carriera  | 253+3      | 51         |                 | 18              | 1               |                    | -                  | -                  |             | 2           | 1           | 276    | 53     |        |

## Palmarès

### Club

#### Competizioni nazionali
- Serie C: 1

Livorno: 2017-2018 (girone A)